# Thaiföldi botsáska
A thaiföldi botsáska (Ramulus thaii) a rovarok (Insecta) osztályának botsáskák (Phasmatodea) rendjébe, ezen belül a valódi botsáskák (Phasmatidae) családjába és a Clitumninae alcsaládjába tartozó faj.
Széles körben elterjedt terráriumi díszállat.

## Előfordulása
Természetes elterjedési területe Thaiföld.

## Megjelenése
A nőstények hossza 105-115 mm, színezetük általában zöld, de lehet barna is. A hímek 80 mm hosszúakbarna színűek. Mindkét ivar szárnyatlan.

## Életmódja
Fogságban táplálható szeder, galagonya, tűztövis, sajmeggy, rózsa, málna, szilva, gólyaorr, nyír, berkenye és eukaliptusz levelével.
Természetes ellenségei elsősorban a madarak, valamint kisebb emlősök, melyekkel szemben legjobban az álcázással tud védekezni.

## Szaporodás, egyedfejlődés
A lapos, szögletes, barna peték legalább 3 mm nagyságúak. A 15 mm-es nimfák 6-12 hét elteltével kelnek ki. Szűznemzéssel (parthenogenesis) is szaporodik.
Tartása során a megfelelő páratartalmat naponta történő permetezéssel érjük el.